# Vélodrome d’Anfa
Das Vélodrome d’Anfa (auch Casablanca Velodrome) ist eine Radrennbahn in der marokkanischen Stadt Casablanca.
Die Radrennbahn ist offen, 333 Meter lang und ihr Belag aus Beton. 2016 und 2018 wurden auf dieser Bahn die Afrika-Meisterschaften im Bahnradsport ausgetragen.
Die Radrennbahn wird auch für Windhundrennen genutzt.